# Otto Wilhelm Masing
Otto Wilhelm Masing (28. říjnajul./ 8. listopadu 1763greg., Lohusuu, původně německy Lohhusu – 3. březnajul./ 15. března 1832greg., Äksi, původně německy Ecks) byl estonský pastor, učitel, jazykovědec, prozaik a představitel raného estonského národního obrození.

## Život
Narodil se v rodině estonského kněze Christiana Masinga a jeho manželky, německé šlechtičny Anny Ludovicy von Hildebrandt.

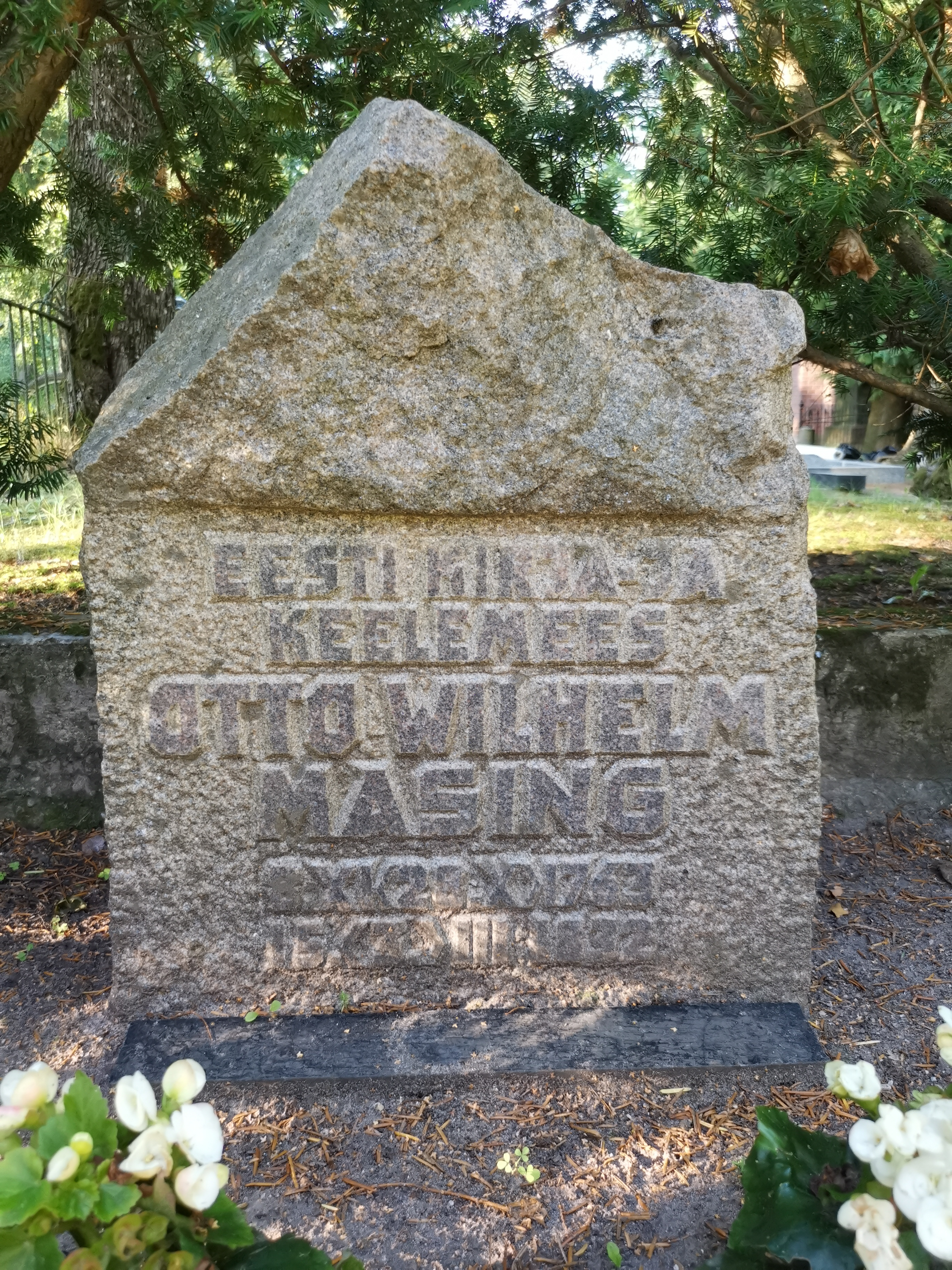
Masingův hrob v Tartu

V letech 1777–1779 navštěvoval městskou školu v Narvě, od roku 1779 do roku 1782 gymnázium v německém Torgau a pak studoval teologii, hudbu a malířství na univerzitě v Halle. Během studií projevil rovněž velký talent na jazyky. Kromě němčiny a estonštiny se naučil také latinu, starořečtinu, ruštinu, italštinu a francouzštinu a přivydělával si překládáním.
Roku 1786 se vrátil do Estonska a pracoval jako domácí učitel dětí barona Magnuse von Toll v Püssi (Neu-Isenhof). Roku 1787 cestoval po Evropě společně s hrabětem Peterem Augustem Friedrichem von Manteuffel, který se rovněž významně zasloužil o rozvoj estonštiny.
Od roku 1788 působil jako pastor ve farnosti Lüganuse, v letech 1795-1815 ve Viru-Nigula (německy Maholm) a pak až do své smrti v Äksi (Ecks). Od roku 1818 vykonával funkci asesora livonské konzistoře a od roku 1821 byl církevním děkanem v Tartu (Dorpat). V posledních letech svého života se zabýval sestavováním estonsko-německého slovníku, v jehož dokončení mu zabránila smrt. Pochován byl na Raadiském hřbitově v Tartu

## Dílo
Masing se významně zasloužil o rozvoj estonštiny. Obohatil tento jazyk o lidové prvky a zjednodušil starý pravopis (například zavedl do estonského pravopisu znak Õ pro charakteristickou estonskou polozavřenou zadní nezaokrouhlenou samohlásku.
Jako učitel požadoval zlepšení školních podmínek pro rolnictvo a nákup naučné literatury pro školy Sám vydal několik učebnic.
Významná byla také jeho redakční práce v listech Marahwa Näddala-Leht (1821-25, Estonský týdeník) a Marahwa Kalender (1823-26, Estonský kalendář).
Z jeho veršované tvorby se dochovala bajka Päts (Medvěd), která jako píseň zlidověla.

## Výběrová bibliografie

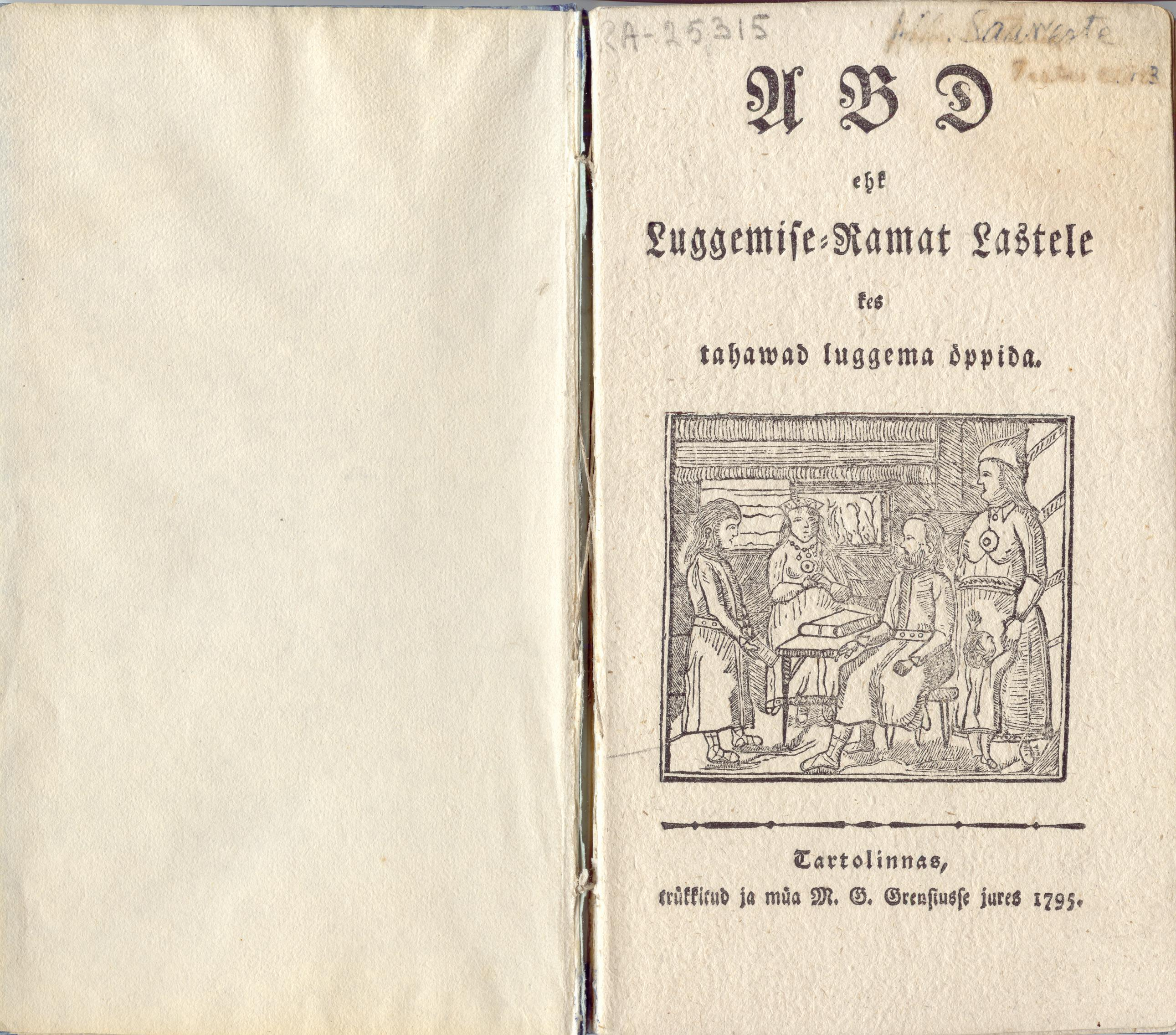
ABD aneb Čítanka pro děti, titulní list

- ABD ehk Luggemise-Ramat Lastele kes tahawad luggema öppida (1795, ABD aneb Čítanka pro děti, které se chtějí naučit číst). Jde o učebnici, která obsahuje návod, jak se naučit čtení, a k tomu výběr biblických a poprvé i světských příběhů. Protože estonština neobsahuje písmenoc C, používá se v ní pro abecedu zkratka „ABD“.[2][4]
- Pühhapäeva vahhe-luggemised (1818, Pestré nedělní čtení). Tato kniha, urřená předevěím pro rolnictvo, patří k nejvýznamnějším Masingovým pracím a je považována za první estonskou populárně naučnou publikaci o přírodě a o obyvatelích cizích zemí.[2][6]
- Beitrag zur Ehstnischen Orthographie (1824, Příspěvek k estonskému pravopisu).[7]
- Täieline Ristiusso õppetus mis targema rahwa ja koolmeistrite kassuks (1825, Úplná nauka o Kristu, ku prospěchu moudrého lidu a učitelů školních).[7]

## Ocenění
Roku 1821 mu byl udělen Řád sv. Vladimíra 4. třídy za překlad Livonského rolnického zákona z roku 1819, kterým bylo  Livonsku zrušeno nevolnictví.
Ve Viru-Nigula bylo na faře, kde bydlel, zřízeno roku 1986 jeho muzeum s názvem Viru-Nigula Koduloomuuseum (Muzeum místní historie Viru-Nigula) a od roku 1988 je zde umistěna jeho pamětní deska.